# Mikrosocjologia
Mikrosocjologia (mikro- + socjologia – łc. socius "towarzysz" + gr. lógos "nauka") to dział socjologii, który bada relacje społeczne w małych grupach społecznych. 
Obszar badawczy w mikrosocjologii dotyczy kwestii, które są nieobserwowalne podczas badań w makroskali, takich jak relacje socjometryczne, konflikty interpersonalne, typy interakcji społecznych czy sposoby odgrywania ról społecznych.
Paradygmaty, które są wykorzystywane w badaniach mikrosocjologicznych to m.in. interakcjonizm symboliczny, socjologia fenomenologiczna i teoria wymiany.
W znacznej części obszar badawczy mikrosocjologii jest wspólny z obszarem badawczym psychologii społecznej.